# London School of Economics and Political Science
The London School of Economics and Political Science, mai cunoscută ca The London School of Economics sau LSE, este un colegiu al University of London (Universitatea din Londra), în Londra, Marea Britanie. A fost înființată în 1895 și s-a alăturat Universității în 1900, sub numele de Facultatea de Economie, începând să acorde diplome din 1902. Astăzi este considerată una dintre cele mai bune instituții de învățământ superior din lume, rămânând un colegiu specializat cu corp profesoral propriu în cadrul Universității, singura astfel de instituție din Marea Britanie. Localizată în Clare Market, Westminster, lângă Aldwych, Curtea Regală de Justiție și Temple Bar, LSE este considerată de către Comisia Fulbright drept „cea mai bună instituție din lume pentru studiul și cercetarea științelor sociale”. De asemenea, LSE este și cea mai diversificată universitate din lume din punct de vedere al naționalității studenților.
La LSE studiază aproape 7.800 studenți la zi și aproximativ 800 studenți part-time. Din aceștia, 25% provin din Regatul Unit, 18% din alte țări ale Uniunii Europene, iar 57% din peste 150 de alte țări, ceea ce face ca LSE să fie cea mai diversificată instituție de învățământ superior din lume, din punct de vedere al naționalității studenților. La un moment dat, la LSE erau studenți din mai multe țări decât numărul statelor membre ale ONU.
The British Library of Political and Economic Science (Biblioteca Britanică de Științe Politice și Economice), principala bibliotecă a LSE, este cea mai mare bibliotecă de științe sociale din lume. Biblioteca este vizitată de aproximativ 6500 de ori pe zi de studenți și profesori. Rata de împrumut a cărților de la bibliotecă de către studenți este de 4 ori mai mare decât media pe țară.
În clasamentul QS World University Rankings din 2017, LSE este pe locul 2 în lume la studiul științelor sociale, după Harvard.
Printre absolvenții și profesorii de la LSE se numără și 10 laureați ai Premiului Nobel pentru Științe Economice, trei ai Premiului Nobel pentru Pace și doi ai Premiului Nobel pentru Literatură.
1. ↑  „Topuniversities”.